# Gary Glitter
Gary Glitter geboren als Paul Francis Gadd, (Banbury (Oxfordshire), 8 mei 1944) is een Brits rock-'n-rollartiest, die vooral hits had in de jaren 70 en begin jaren 80. Zijn grootste hit wereldwijd was "Rock And Roll" uit 1972, zijn bekendste "I'm the leader of the gang (I am)" (juli 1973) dat in het Verenigd Koninkrijk direct op de eerste plaats van de hitlijsten kwam. Hij begon zijn carrière in de popmuziek als Paul Raven, maar zijn twee singles uit 1963 flopten. Sinds 2012 zit hij in de gevangenis wegens een veroordeling van het seksueel misbruiken van drie meisjes.

## Glittermania
Met name in het Verenigd Koninkrijk was hij vanaf 1972 jarenlang de 'King of Glam', de belangrijkste vertegenwoordiger van de glamrock; een stroming met veel extravagante uitdossingen, felle kleuren, spiegelende kleding en make up. Glitters typische kapsel is een tulbandachtige vorm met in het midden van het voorhoofd een pluk haar.
De Glittersound was een bedenksel van producer Mike Leander en eigenlijk bedoeld als grap om de glam te parodiëren. Voor de eerste hit Rock and roll moest zelfs inderhaast een begeleidingsband bij elkaar gezocht worden toen Top of the Pops om een liveoptreden verzocht. Het werd een band met als opvallende kenmerken twee drummers (om de Burundi-tromsound te kunnen imiteren), een slidegitarist en een saxofonist: de The Glitter Band. Vanaf 1974 bracht deze band ook afzonderlijk platen uit, na 1975 gingen ze zelfs apart van Glitter verder, vanaf 1978 als G-Band.
Glitter is veel geïmiteerd. Daardoor krijgt hij vaak het krediet de pionier van de glamrock te zijn, maar dat is de band rondom Marc Bolan, T-Rexgeweest. In twaalf jaar tijd, van 1972 tot 1984 (de laatste twee hits waren "Dance me up" en "Another rock 'n roll Christmas") had hij 18 hits in de Engelse top 40 waaronder 3 nummer 1-hits. Rond 1985 maakte Glitter nauwelijks meer studio-opnamen, wel had hij nog enkele Britse hits, maar werkte met name aan projecten. Vaak met andere artiesten zoals George Harrison en op de ep British Electric Foundation van Heaven 17 uit 1982 (Suspicious minds). In 1988 had KLF als Timelords een Britse nummer 1-hit met Doctorin' the Tardis, waarin Rock and roll (naast Blockbuster van The Sweet en Theme from Doctor Who) overduidelijk verwerkt was. Een korte scène in een film van de Spice Girls in 1997, waarin zij samen "I'm the leader of the gang" zongen, werd kort voor de film in de bioscopen zou gaan draaien, uit de film geknipt.
Covers van zijn hits zijn uitgevoerd door onder andere Human League, Timelords, Joan Jett & the Blackhearts, Scooter, Girlschool.

## Veroordeling en gevangenschap
In 1990 had hij zijn laatste echte hit, een cover van het Animals-nummer The House of the Rising Sun. Zijn comeback werd echter ruw verstoord toen hij in 1997 in Engeland werd gearresteerd na de vondst van kinderporno, eerst op zijn pc, later ook in zijn huis. Hij werd veroordeeld en na zijn vrijlating in 2000 emigreerde hij naar Cuba, maar de Britse pers wist hem te traceren. Vlak nadat Gadd naar Cambodja was gevlucht, braken daar rellen uit als protest tegen zijn aanwezigheid. Daarop zette de Cambodjaanse regering hem het land uit. Op 17 november 2005 werd Gadd in Vietnam gearresteerd op verdenking van seksueel contact met twee minderjarige meisjes. De rechtszaak tegen hem begon op 1 maart 2006; twee dagen later werd Gadd door een rechtbank in Bà Rịa tot drie jaar gevangenisstraf veroordeeld. Hij werd op 19 augustus 2008 vrijgelaten uit de gevangenis.
In 1977 werd Gadd opgepakt na een kortdurende misbruikrelatie met een 7-jarig meisje. Op 28 oktober 2012 werd Gadd door de Britse politie gearresteerd op verdenking van seksuele delicten. De verdenkingen waren kennelijk naar boven gekomen in het onderzoek naar de in 2011 overleden diskjockey Jimmy Savile. Op 27 februari 2015 werd Gadd wegens seksueel misbruik van drie meisjes tussen 1975 en 1980 veroordeeld tot een gevangenisstraf van 16 jaar. In het voorjaar van 2023 werd hij vervroegd vrijgelaten wegens goed gedrag na de helft van zijn straf te hebben uitgezeten. Na een maand zat hij echter alweer in de gevangenis nadat hij de voorwaarden voor zijn vervroegde vrijlating had geschonden.

## Discografie

### Singles
| Single met eventuele hitnotering(en) in de Nederlandse Top 40 | Datum van verschijnen | Datum van binnenkomst | Hoogste positie | Aantal weken | Opmerkingen                                       |
| ------------------------------------------------------------- | --------------------- | --------------------- | --------------- | ------------ | ------------------------------------------------- |
| Rock and roll                                                 |                       | 15-7-1972             | 7               | 8            | Part 1: Vocaal, Part 2: Grotendeels instrumentaal |
| I didn't know I loved you (till I saw you rock 'n roll)       |                       | 21-10-1972            | 19              | 14           |                                                   |
| Do you wanna touch me? (Oh yeah!)                             |                       | 17-2-1973             | 4               | 8            |                                                   |
| Hello-hello I'm back again                                    |                       | 5-5-1973              | 22              | 4            |                                                   |
| I'm the leader of the gang (I am)                             |                       | 18-8-1973             | 12              | 6            | UK Nr. 1                                          |
| I love you love me love                                       |                       | 15-12-1973            | 10              | 7            | UK Nr. 1                                          |
| Remember me this way                                          |                       | 6-4-1974              | tip             |              |                                                   |
| Always yours                                                  |                       | 6-7-1974              | tip25           |              | UK Nr. 1                                          |
| It takes all night long                                       |                       | 2-4-1977              | 24              | 5            |                                                   |

### Singles Glitterband
| Single met eventuele hitnotering(en) in de Nederlandse Top 40 | Datum van verschijnen | Datum van binnenkomst | Hoogste positie | Aantal weken | Opmerkingen         |
| ------------------------------------------------------------- | --------------------- | --------------------- | --------------- | ------------ | ------------------- |
| Angel face                                                    |                       | februari 1974         |                 |              | Noordzee Top 50-hit |
| People like you, people like me                               |                       | 24-4-1976             | 17              | 5            |                     |

- Biblioteca Nacional de España: XX886909
- Bibliothèque nationale de France: cb13894541r (data)
- Gemeinsame Normdatei: 11925381X
- International Standard Name Identifier: 0000 0001 1925 5060
- Library of Congress Control Number: no97058116
- MusicBrainz: 5e05d900-51e0-4dda-81e2-f4c0bd7ed5e6
- Nationale Bibliotheek van Tsjechië: xx0035271
- Nationale bibliotheek van Australië: 35611740
- Nationale Bibliotheek van Polen: a0000002689888
- Nederlandse Thesaurus van Auteursnamen: 089132491
- Système universitaire de documentation: 086950401
- Trove: 1014434
- Virtual International Authority File: 100255513
- WorldCat: E39PBJdmpwrgpWWkycX4PxTfv3